# Cardi B
Belcalis Marlenis Cephus (Almánzar, de soltera; Nueva York; 11 de octubre de 1992), más conocida por su nombre artístico Cardi B, es una rapera, cantante, compositora, actriz y empresaria estadounidense. Criada en El Bronx, formó parte de diversas pandillas callejeras, lo que hizo que tuviese una infancia y adolescencia sumamente turbulenta; incluso llegó a ser víctima de violencia de género por parte de uno de sus novios. Después de haber trabajado como estríper, comenzó a ganar popularidad en las redes sociales hacia mediados de 2013 y dos años más tarde finalmente alcanzó la fama protagonizando la sexta temporada del programa de telerrealidad Love & Hip Hop: New York. Su nombre artístico es una abreviación de su apodo de la infancia, Bacardi.
Tras haber lanzado dos mixtapes a través de sellos independientes, llamó la atención de los ejecutivos de Atlantic Records y firmó un contrato discográfico a inicios de 2017. En junio de ese año, hizo su debut con «Bodak Yellow», que se convirtió en un éxito tras alcanzar el puesto número 1 del Billboard Hot 100 en los Estados Unidos, lo que hizo de Cardi la segunda rapera en la historia en conseguirlo como solista. Su racha de éxitos continuó con los sencillos «No Limit», 
«MotorSport» y «Finesse», que ingresaron a los diez primeros del Billboard Hot 100. El 6 de abril de 2018, Cardi lanzó su álbum debut Invasion of Privacy, que debutó en la primera posición del Billboard 200 y recibió el premio Grammy al mejor álbum de rap. Del disco fue lanzado también el tema «I Like It», el cual llegó a la cima del Billboard Hot 100, hecho que convirtió a Cardi en la primera rapera de la historia en conseguir dos éxitos número uno como artista principal, récord que más tarde extendería a cinco con «Girls Like You», «WAP» y «Up», que también alcanzaron la primera posición.
Por otra parte, entre sus reconocimientos, Cardi ha recibido un premio Grammy, cinco American Music Awards, cuatro BET Awards, once premios BET Hip Hop Awards, siete Billboard Music Awards y cuatro MTV Video Music Awards. También ha sido nombrada por diversos como la «actual reina del hip hop». Está casada desde 2017 con el rapero Offset, con quien tiene tres hijos.

## Biografía

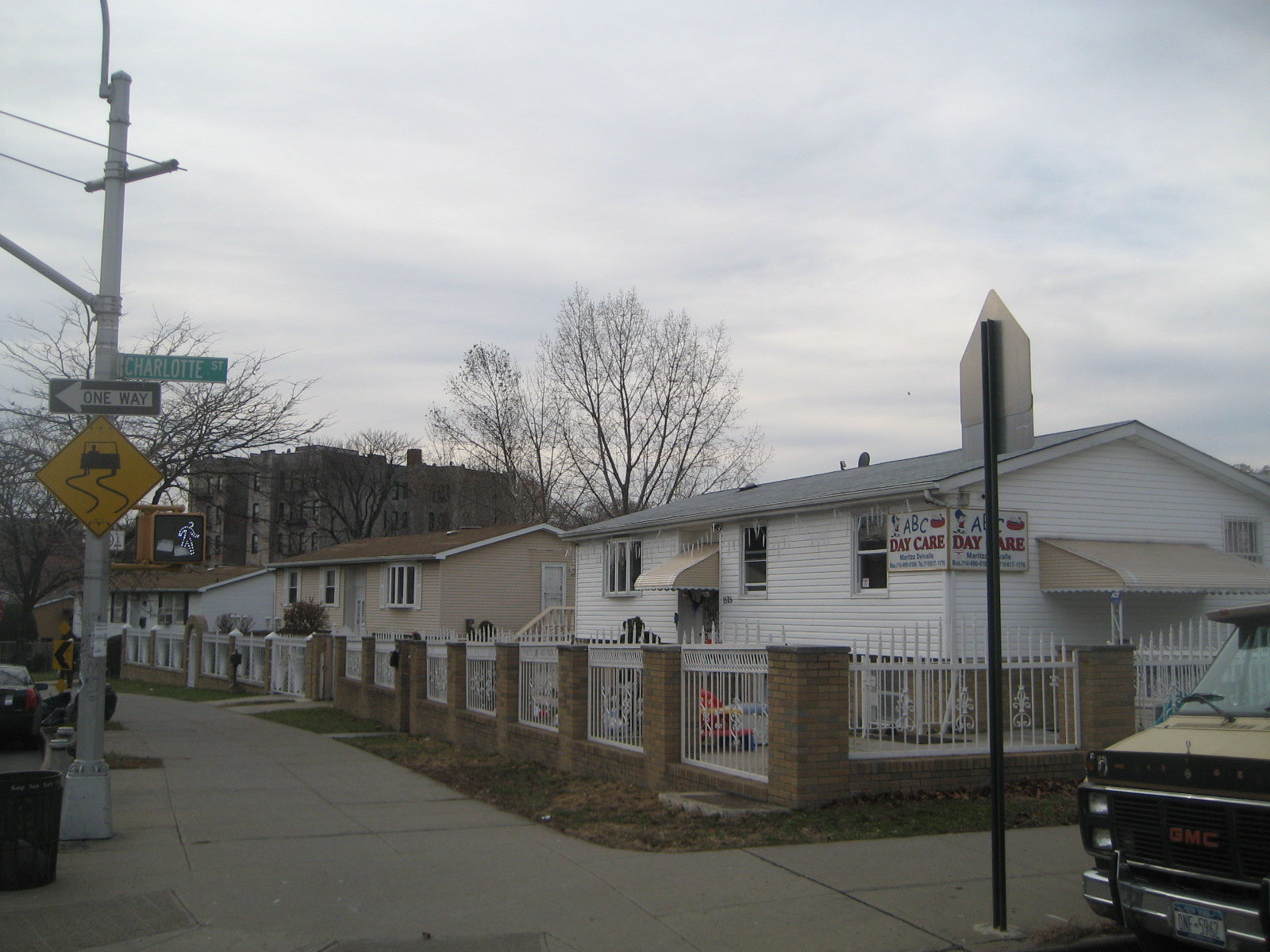
Cardi B nació y creció en la zona sur de El Bronx, una de las áreas más pobres de Nueva York.

### 1992-2014: infancia y trabajo como estríper
Belcalis Marlenis Almánzar nació el 11 de octubre de 1992 en la ciudad de Nueva York (Estados Unidos), hija de padre dominicano y madre trinitense. Creció principalmente en el vecindario Highbridge en El Bronx, aunque también pasó buena parte de su infancia en casa de su abuela en Washington Heights (Manhattan), razón por la cual asegura que tiene un acento no muy definido. Asistió a la Secundaria de Teatro Musical y Tecnología, y desde joven formó parte de pandillas callejeras sumamente violentas. Debido a que su familia era de escasos recursos, durante su adolescencia comenzó a trabajar como cajera en un supermercado Amish Market ubicado en Manhattan.
Tras haber sido despedida, comenzó a trabajar como estríper con solo 19 años. Al respecto, aseguró en una entrevista que dicho trabajo la ayudó a salir de la pobreza y además de la violencia doméstica, pues su novio en ese momento era sumamente posesivo. Dada la vida que llevaba, Cardi recurrió a la cirugía plástica para aumentar sus senos y glúteos a fin de atraer más clientes y obtener mejores propinas. Después de haber ahorrado suficiente dinero, dejó su apartamento en El Bronx y con ello, a su novio. Pese a que una de sus metas era conseguir una licenciatura, Cardi abandonó la universidad por no tener tiempo para estudiar y continuar con su trabajo. En 2013, comenzó a convertirse en una personalidad de las redes sociales, principalmente en Vine e Instagram. Sobre su nombre artístico, explicó que es una abreviación de su apodo de la infancia, Bacardi.

### 2015-2017: ascenso a la fama eInvasion of Privacy
En noviembre de 2015, Cardi hizo su debut en la música haciendo una remezcla del sencillo «Boom Boom» de Shaggy. Al mes siguiente, se unió al elenco principal de la sexta temporada del programa Love & Hip Hop: New York. En marzo de 2016, lanzó su primer mixtape, Gangsta Bitch Music, Vol. 1, bajo el sello de KSR. Este alcanzó el vigésimo puesto del listado Rap Albums de Billboard y el vigésimo séptimo de Independent Albums. Al mes siguiente, apareció en un episodio de Kocktails with Khloé donde reveló cómo le dijo a su madre que era una estríper. En enero de 2017, publicó un segundo mixtape, Gangsta Bitch Music, Vol. 2, y tras culminar la séptima temporada de Love & Hip Hop: New York en febrero, anunció que fue contactada por Atlantic Records para firmar un contrato. Tras ello, comenzó a ser telonera de The Lox durante su Filthy America... It's Beautiful Tour. Asimismo, Cardi fue nominada para dos BET Awards. Posteriormente, en junio, Cardi lanzó su primer sencillo comercial, «Bodak Yellow», y rápidamente se convirtió en un éxito viral. En cuestión de tres meses, la canción alcanzó la cima del Billboard Hot 100, con lo que Cardi fue la segunda rapera en toda la historia en conseguir el número 1 como solista. Además, consiguió liderar por tres semanas consecutivas, empatando a «Look What You Made Me Do» de Taylor Swift como la canción femenina con el reinado más largo del 2017, así como la canción de una rapera solista con más semanas en la primera posición de toda la historia. Poco después, Cardi fue nominada en nueve categorías de los BET Hip Hop Awards de ese año, de los cuales consiguió alzarse con cinco, incluyendo Mejor Artista Nuevo Hip Hop y Mejor Sencillo por «Bodak Yellow».
En septiembre, Cardi colaboró junto a los raperos G-Eazy y ASAP Rocky en el tema «No Limit», que también se convirtió en un éxito en los Estados Unidos tras alcanzar la posición 4 del Billboard Hot 100, marcando la segunda canción de la artista en ingresar a los diez primeros. Solo un mes más tarde, hacia finales de octubre, lanzó su sencillo «MotorSport» en conjunto con Migos y Nicki Minaj, que también entró a los diez primeros logrando la posición 6 del Billboard Hot 100, siendo su tercera canción consecutiva en hacerlo. En noviembre, «Bodak Yellow» se llevó el galardón a la Mejor Canción Hip Hop del Año en los Soul Train Music Awards, además de obtener dos nominaciones a los Premios Grammy en las categorías de Mejor Canción de Rap y Mejor Interpretación de Rap.
En la semana del 2 de enero de 2018, «No Limit» subió al puesto número 4 del Billboard Hot 100, mientras que «MotorSport» se mantuvo en la posición 7 y «Bodak Yellow» reascendió hasta la 10, con lo que Cardi se convirtió en la tercera artista de la historia en posicionar sus tres primeras canciones en los diez primeros del conteo simultáneamente, solo después de The Beatles (1964) y Ashanti (2002). También fue la decimoquinta artista en colocar tres canciones simultáneamente y la quinta mujer. Esa misma semana, su sencillo «Bartier Cardi» debutó en la posición 14, dando a la artista su cuarto top 15 consecutivo y simultáneo. El 4 de enero, Cardi anunció una colaboración junto a Bruno Mars en una remezcla de su tema «Finesse», perteneciente a su álbum 24K Magic (2016). La canción fue un éxito instantáneo y consiguió debutar dentro del top 40 del Billboard Hot 100 en la semana del 9 de enero, con lo que Cardi tuvo cinco canciones simultáneamente dentro de los cuarenta primeros. A la semana siguiente, «Finesse» se disparó hasta la posición número 3 del listado, y Cardi se convirtió en la primera mujer en la historia en tener tres canciones dentro del top 10 simultáneamente por tres semanas. El 28 de ese mes, ambos la cantaron por primera vez en la sexagésima entrega de los premios Grammy y la actuación fue considerara por distintos medios como una de las mejores de la noche.

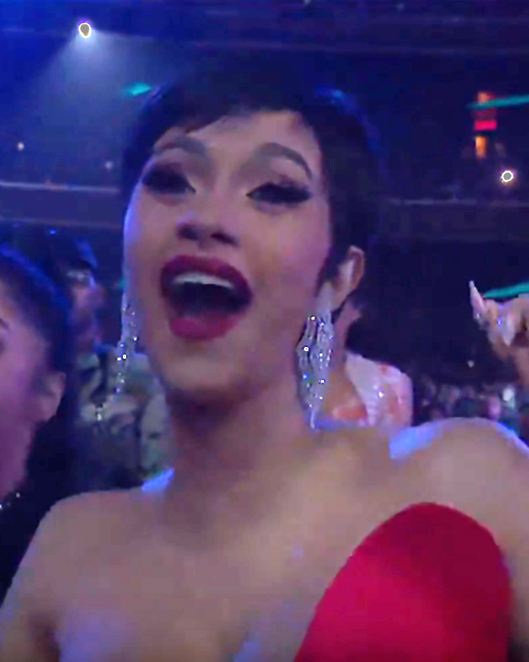
Cardi B en los MTV Video Music Awards en agosto de 2018.

El 11 de marzo, tras haber recibido el premio al Mejor Artista Nuevo en los iHeartRadio Music Awards, Cardi anunció que su álbum debut saldría en abril. Días más tarde, reveló que se llamaría Invasion of Privacy y sería lanzado el 6 de ese mes. El disco recibió la aclamación de la crítica, con expertos de Variety y The New York Times destacándolo como uno de los mejores debut del milenio. El álbum debutó en la cima del Billboard 200 de los Estados Unidos, y todas sus canciones ingresaron al Billboard Hot 100 de forma simultánea, hecho que convirtió a Cardi en la primera mujer en colocar 13 canciones al mismo tiempo en la lista. Igualmente, se convirtió en el álbum femenino más escuchado en una semana en Apple Music. Poco después del lanzamiento del álbum, Cardi se presentó en Saturday Night Live, donde anunció su embarazado tras múltiples rumores por parte de la prensa. También fue coanfitriona del programa The Tonight Show Starring Jimmy Fallon.
En julio de 2018, fue lanzado el cuarto sencillo del álbum, «I Like It», una colaboración con Bad Bunny y J Balvin. El tema llegó a la primera posición del Billboard Hot 100, hecho que convirtió a Cardi en la primera rapera de la historia en tener múltiples número uno en dicha lista. Poco después, su colaboración con el grupo Maroon 5, «Girls Like You», también logró la primera posición y extendió su récord. Con más de dos mil millones de visitas, fue el vídeo más visto en YouTube en 2018, además que fue la quinta canción más vendida a nivel mundial. En total, la canción permaneció 33 semanas entre los diez primeros del Billboard Hot 100, con lo que se convirtió en la canción con la estancia más larga en las primeras posiciones en la historia del conteo.
Con un total de 12 nominaciones, Cardi fue la artista más nominada a los MTV Video Music Awards del 2018, y terminó llevándose tres premios. También fue la artista más nominada de los American Music Awards, en donde también ganó tres premios. En dicho tiempo, Cardi lanzó sus temas «Money» y «Taki Taki», los cuales ingresaron al top 20 del Billboard Hot 100. Entertainment Weekly describió a Cardi como «un fenómeno de la cultura pop» y la nombró la Artista del Año 2018. Cardi fue nombrada también la quinta artista más exitosa de las listas de Billboard en el año, mientras que Invasion of Privacy fue el sexto álbum más exitoso. Tanto la revista Billboard como el servicio de Apple Music, afirmaron que «I Like It» fue la mejor canción del 2018. Además, las revistas Time y Rolling Stone nombraron a Invasion of Privacy el mejor álbum del año. Varios medios como The Hollywood Reporter y Billboard nombraron a Cardi la «actual reina del hip hop». La revista Time la incluyó en su lista de las 100 personas más influyentes del mundo en 2018.

### 2019-actualidad: proyectos futuros

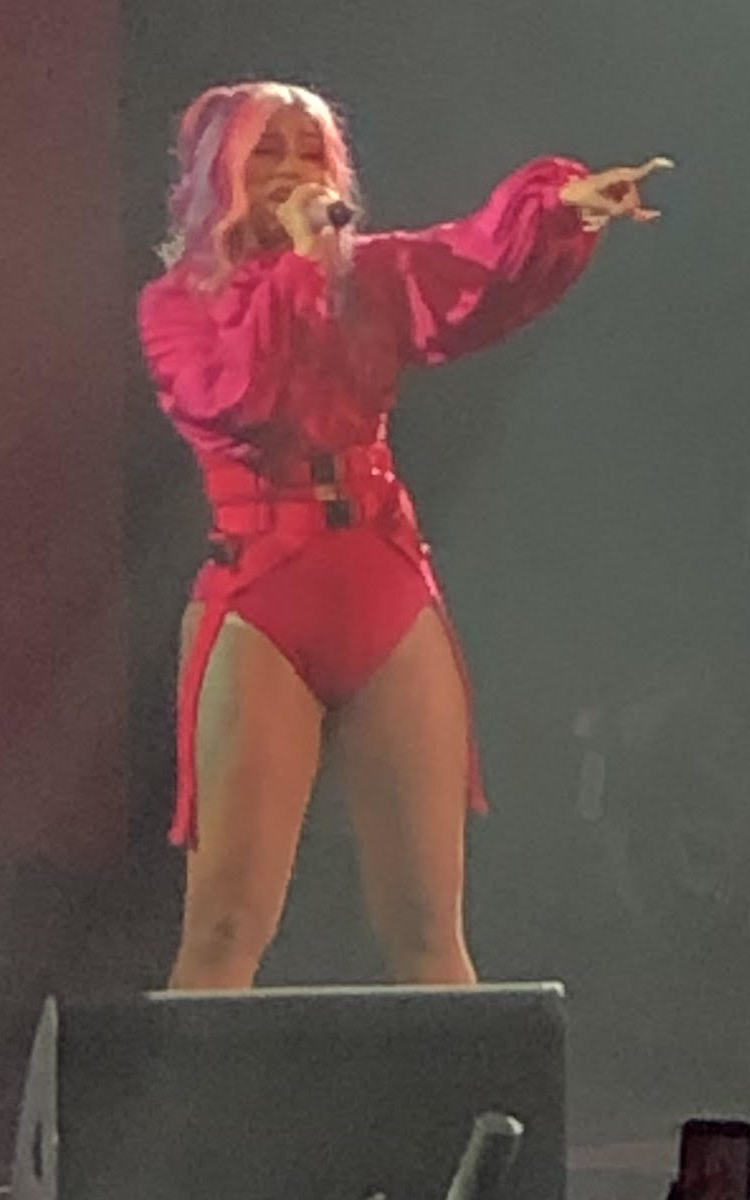
Cardi B cantando en agosto de 2019.

Cardi recibió cinco nominaciones a los premios Grammy del 2019, incluyendo Álbum del Año por Invasion of Privacy y Grabación del Año por «I Like It». Con ello, se convirtió en la tercera rapera de la historia en ser nominada a Álbum del Año, tras Lauryn Hill (1999) y Missy Elliott (2004). El 10 de febrero de 2019, Cardi interpretó «Money» y recibió el premio al Mejor Álbum Rap, convirtiéndose en la primera mujer en ganar dicho premio. Por otra parte, Cardi fue la artista más nominada de los Billboard Music Awards de ese año con un total de 21 nominaciones, de las cuales ganó seis para una suma de siete victorias en su carrera, hecho que la convirtió en la rapera más premiada de la historia de la ceremonia.
Poco después de su presentación en los premios Grammy, Cardi lanzó una segunda colaboración con Bruno Mars, titulada «Please Me». Al igual que su colaboración anterior, la canción alcanzó la tercera posición del Billboard Hot 100. En mayo, Cardi reveló que su siguiente sencillo se titularía «Press» y sería lanzado a finales del mes. Cardi la interpretó en vivo por primera vez en los BET Awards, donde además recibió tres premios.
Cardi también hizo su debut en el cine con el papel de Diamond en la película Hustlers (2019), dirigida por Lorene Scafaria y donde aparece con Jennifer Lopez, Constance Wu y Lili Reinhart. El filme fue lanzado oficialmente el 13 de septiembre de 2019 y recibió buenos comentarios de la crítica, además de haber sido un éxito en taquilla. En septiembre, Cardi se convirtió en la rapera con el mayor número de sencillos certificados por la Recording Industry Association of America (RIAA) de los Estados Unidos, con un total de 31.5 millones de unidades. El mismo mes, la revista Time la incluyó en su lista de las 100 personas más influyentes del mundo, y la revista Forbes la nombró la rapera más influyente de toda la historia. Por otra parte, Cardi fue jurado del programa Rhythm + Flow de Netflix, el cual estrenó el 9 de octubre de 2019. También aparecerá en la película F9.
El 3 de agosto de 2020, Cardi anunció su sencillo «WAP» en colaboración con Megan Thee Stallion, el cual fue lanzado el 7 de ese mismo mes. La canción recibió la aclamación de la crítica y se convirtió en un éxito instantáneo tras debutar en la cima del Billboard Hot 100 con récords en ventas y streaming. Con ello, Cardi consiguió su cuarto número 1 y extendió su récord como la rapera con más canciones número 1 en los Estados Unidos. «WAP» fue apenas la novena colaboración femenina de la historia en llegar al primer puesto y la segunda en haber debutado directamente en dicha posición. Además de ello, la canción se convirtió en el primer número 1 de Cardi en Australia y el Reino Unido, entre otros países. Más tarde, Cardi se alzó con un premio en los Billboard Music Awards celebrados en octubre y en los American Music Awards y People's Choice Awards llevados a cabo en noviembre. Debido a su éxito a pesar de la pandemia de COVID-19, la revista Billboard la nombró la Mujer del Año 2020.
El 5 de febrero de 2021, Cardi lanzó su sencillo «Up» y debutó en la segunda posición del Billboard Hot 100, dándole su noveno top 10 en el listado. Con ello, además, marcó el segundo debut más alto por una canción de una rapera solista, solo superada por «Doo Wop (That Thing)» de Lauryn Hill. El 9 de marzo, Cardi se convirtió en la primera rapera en lograr una canción certificada diamante en los Estados Unidos gracias a «Bodak Yellow», que excedió las diez millones de unidades vendidas en el país. El 14 de marzo, Cardi se presentó en la ceremonia de los premios Grammy, donde cantó «Up» y «WAP». Tras ello, «Up» tuvo un aumento en ventas que provocó que finalmente alcanzara la primera posición del Billboard Hot 100 en su sexta semana, con lo que Cardi logró su quinto número 1 en el país y extendió su récord de la rapera con más temas que llegaran a la cima. Además, fue su segundo número 1 como solista después de «Bodak Yellow», lo que la convirtió en la primera rapera con múltiples número 1 sin artistas invitados.
En julio de 2021, Cardi colaboró en el tema «Wild Side» de Normani. Al mes siguiente, colaboró con Lizzo en el sencillo «Rumors»; la canción alcanzó la cuarta posición del Billboard Hot 100 y se convirtió en su décimo top 10.
En marzo de 2022, Cardi colaboró con Summer Walker y SZA en el sencillo «No Love».Al mes siguiente, colaboró con Kay Flock en su sencillo, titulado «Shake It». En el mismo mes, Cardi interpretar a Sharki B en la serie animada de Nick Jr. Baby Shark's Big Show!, donde el nombre de su personaje es muy parecida de ella.El 1 de julio, Cardi colaboró con los raperos de Kanye West y Lil Durk en el sencillo «Hot Shit».En septiembre, Cardi colaboró con su prima y también rapera GloRilla en la versión de remix «Tomorrow 2».Este remix ingresó el puesto número 9 en Billboard. HipHopDX considerando por su canción como «Best Hip-Hop Collaboration of 2022», y también catalogado como «100 Best Songs of 2022» en Billboard.El 16 de diciembre, Cardi colaboró con la cantante española Rosalía para la versión de remix en el sencillo «Despechá».
En junio de 2023, Latto colaboró con Cardi en la versión de remix, «Put It on da Floor Again», que ingresó el número 13 en Hot 100.En julio, FendiDa Rappa colaboró con Cardi en la versión de remix, titulada «Point Me 2». Más tarde, colaboró con el rapero Offset en dos canciones para álbum de estudio, Set It Off, «Freaky» y «Jealousy».En septiembre, Cardi colaboró con la rapera Megan Thee Stallion en el sencillo «Bongos».En diciembre, Cardi repitió como Sharki B en la película animada de Nickelodeon y Paramount+, Baby Shark's Big Movie!.
En marzo de 2024, lanzó el sencillo «Like What (Freestyle)», que ingresó al top 10 en las listas Hot Rap Songs y Hot Rap Digital Songs. Después, colaboró con Shakira en el sencillo «Puntería».A finales de mayo, Cardi colaboró con The Stallion y Glorrila en la versión de remix «Wanna Be».En junio, Cardi colaboró con el cantante mexicano Peso Pluma en la canción «Put Em in the Fridge» para su cuarto álbum de estudio de Pluma Éxodo.En julio, Cardi colaboró con Rob49 en el sencillo «On Dat Money».

## Estilo musical
Durante una entrevista con la revista Billboard, Cardi citó a las artistas Missy Elliott y Tweet como sus principales fuentes de inspiración, asegurando que los primeros álbumes que compró fueron de ellas. Asimismo, mencionó a Madonna, Lady Gaga e Ivy Queen como influencias en su forma de vestir y de dar espectáculos. En una entrevista para el sitio web Hollywood Unlocked, cuando se le preguntó sobre su estilo musical, aseguró que desde un principio quiso hacer música agresiva parecida a la de las raperas Khia y Trina. Sin embargo, también quería crear música que fuese apta para la mayoría de las mujeres; «Muchas chicas no pueden pagarse tacones caros, muchas no pueden comprar carros deportivos, pero sé que todas las chicas tienen algún problema con otra chica. Sé que a algunas perras no le agradan otras perras, y es sobre eso de lo que quiero rapear».
El escritor David Jeffries de Allmusic describió el estilo de la artista como «rap agresivo similar al de Lil' Kim y Foxy Brown», y el sitio Stereogum explicó que su voz es nasal, fuerte y provocativa, lo que, aunado a su violento acento neoyorquino, hace que sea perfecta para el rap. Por otra parte, la revista Complex describió a Cardi como temeraria, asegurando que es una chica no tiene miedo de actuar bajo cualquier circunstancia. Afirmó, además, que la artista se mantiene fiel a su personalidad todo el tiempo y esa energía se transmite a su música, lo que hace que conecte con el público.

## Impacto
Diversos medios han calificado a Cardi como «la actual reina del Hip hop», entre ellos Billboard, The Hollywood Reporter, Entertainment Weekly, Omaha World-Herald, Black Enterprise, Newsweek y The A.V. Club, así como también se han referido a ella como la «reina del rap» los medios NME, Essence, Harper's Bazaar Malaysia, The Jakarta Post, Uproxx, iHeartRadio, Geo TV, Vanity Fair, Joe, Boston Herald, Refinery 29, France 24, The Guardian, BBC News y Daily Trust. Spin publicó un artículo donde se mencionó que «abrió las puertas a una nueva generación de artistas pop que expresan su propia imagen y acento, puesto que Cardi B demostró que los artistas de color no necesitan desviarse para tener renombre». Billboard sostuvo que el éxito comercial de «Bodak Yellow» dejó una marca innegable en 2017 y dio esperanza a los artistas nuevos. Varios medios también acreditaron a «I Like It» como el tem que popularizó el latin trap en las listas. Neil Shah de The Wall Street Journal escribió que su éxito influyó en el renacimiento de las raperas, mientras que el sitio web Genius dijo que Cardi fue responsable por la nueva ola de mujeres en el hip hop.
The New Yorker dijo que «Cardi cambió las reglas del hip hop, un género que rara vez ha permitido que diversas mujeres triunfen al mismo tiempo». Uproxx resaltó que Cardi ha utilizado su influencia para impulsar las carreras de otras raperas, lo cual provocó la época con mayor número de raperas en las listas desde la era dorada del hip hop. Variety se refirió a ella como un ícono del rap, mientras que The Independent la llamó «el ícono pop cultural de la gente», al ser una de las figuras con mayor reconocimiento en los últimos años. Diversos artistas han citado el trabajo de Cardi como influencia e inspiración, entre estos Rosalía, Olivia Rodrigo, Jazmine Sullivan, Selena Gomez, Blackpink, Greta Gerwig, Nathy Peluso, Rubi Rose, María Becerra, y Abigail Asante. Cardi B has been credited for supporting and uniting female rappers in the industry, Forbes la nombró como una de las raperas con mayor impacto en la historia.

## Vida personal
Cardi B se identifica a sí misma como feminista y asegura que sale con chicos por diversión porque la hace sentirse más fuerte y mejor consigo misma. Además de ello, ha asegurado que no se avergüenza de su pasado, y declara abiertamente que es una estríper. Desde agosto de 2017, tiene una relación con el rapero Offset del grupo Migos, aunque ella misma comentó: «No tengo citas, solo me divierto». El 27 de octubre de ese año, durante un concierto en Filadelfia, Cardi y Offset se comprometieron. Se casaron en secreto ese mismo año. El 7 de abril de 2018, tras su actuación en el programa Saturday Night Live, Cardi anunció que estaban esperando a su primer hijo. El 10 de julio de 2018 tuvieron a su hija Kulture Kiari Cephus. En septiembre de 2020 se hizo público que la pareja se divorciaba. Sin embargo, un mes después se reconciliaron. En junio de 2021, la pareja reveló que esperaba a su segundo hijo. Su hijo nació el 4 de septiembre de 2021. En septiembre de 2024, dio a luz a su tercer hijo, una niña.
Por otra parte, Cardi se considera cristiana en concreto, católica, y cree en Dios y Cristo, asegurando que en ocasiones habla con ambos. Según aseguró, luego de pedirle ayuda en numerosas ocasiones, Dios la llevó a ser estríper y dicho trabajo le salvó la vida porque le dio el valor de dejar a su novio.

## Discografía
Álbumes de estudio
- 2018: Invasion of Privacy
- 2025: Am I the Drama?

## Filmografía
| Año  | Título                         | Papel      | Notas |
| ---- | ------------------------------ | ---------- | ----- |
| 2019 | Hustlers                       | Diamond    |       |
| 2021 | F9                             | Leysa      |       |
| 2023 | Renaissance: A Film by Beyoncé | Ella misma |       |
| 2023 | Baby Shark's Big Movie         | Sharki B   | Voz   |

| Año       | Título                                 | Papel      | Notas                                       |
| --------- | -------------------------------------- | ---------- | ------------------------------------------- |
| 2015-2017 | Love & Hip Hop: New York               | Ella misma | Elenco principal (temporadas 6 y 7)         |
| 2015      | Uncommon Sense with Charlamagne        | Ella misma | Temporada 1, episodio 23                    |
| 2016      | Kocktails with Khloé                   | Ella misma | Episodio: «Khloé Kardashian Spills the Tea» |
| 2017      | Being Mary Jane                        | Mercedes   | Episodio: «Getting Real»                    |
| 2017      | Hip Hop Squares                        | Ella misma | 2 episodios                                 |
| 2018      | Saturday Night Live                    | Ella misma | Episodio: «Chadwick Boseman/Cardi B»        |
| 2018      | The Tonight Show Starring Jimmy Fallon | Ella misma | Episodio: «Cardi B/John Mulaney»            |
| 2019      | Untold Stories of Hip Hop              | Ella misma | Episodio: «Cardi B & Snoop Dogg»            |
| 2019      | Rhythm + Flow                          | Ella misma | También productora ejecutiva                |
| 2020-2023 | Cardi Tries                            | Ella misma | Anfitriona y productora ejecutiva           |
| 2022      | Baby Shark's Big Show!                 | Sharki B   | Episodio: «The Seaweed Sway»                |
| 2023      | TikTok: In the Mix                     | Ella misma | Especial de concierto                       |

## Premios y reconocimientos
A lo largo de su carrera, Cardi ha sido acreedora de distintos reconocimientos. Ha sido receptora de un premio Grammy, cinco American Music Awards, cuatro BET Awards, ocho Billboard Music Awards, cuatro iHeartRadio Music Awards, un MTV Europe Music Awards, cuatro MTV Video Music Awards, tres Soul Train Music Awards, dos Teen Choice Awards, entre muchos otros.
Cardi es actualmente la rapera con más victorias en los Billboard Music Awards, además de haber sido la primera mujer en ganar el premio Grammy al Mejor Álbum Rap tras su victoria con Invasion of Privacy en la ceremonia de 2019. Asimismo, posee cinco récords Guinness. Por otra parte, ha alcanzado la cima del Billboard Hot 100 con cuatro canciones, siendo la rapera con la mayor cantidad de temas número uno.

### Redes sociales
- Cardi B en Facebook (en inglés).
- Cardi B en X (antes Twitter) (en inglés).
- Cardi B en Instagram (en inglés).
- Cardi B en AllMusic (en inglés).
- Cardi B en Discogs (en inglés).
- Cardi B en Internet Movie Database (en inglés)..
- Cardi B en MusicBrainz (en inglés).

- Datos: Q29033668
- Multimedia: Cardi B / Q29033668